# Vrede van Lund
De Vrede van Lund is een overeenkomst getekend op 16 september (O.S.) / 26 september 1679 in Lund, Zweden, tussen het Koninkrijk Zweden en het koninkrijk Denemarken en Noorwegen en maakte een einde aan de Schoonse Oorlog (1674-1679).

## Achtergrond
Toen Brandenburg-Pruisen zich aansloot bij de anti-Franse coalitie tijdens de Hollandse Oorlog, dwong Frankrijk zijn bondgenoot Zweden om Brandenburg-Pruisen aan te vallen vanuit het oosten. Denemarken, de eeuwenlange rivaal van Zweden, voelde zich geroepen om op zijn beurt Zweden aan te vallen, hetgeen resulteerde in de Schoonse Oorlog.

## Aanloop tot de vrede
Met de Vrede van Saint-Germain (1679) sloot Frankrijk vrede met Brandenburg-Pruisen en stond Denemarken er alleen voor. Om de druk op te voeren viel het Franse leger het Graafschap Oldenburg, in Deense handen, binnen. Op 23 augustus (O.S.) / 2 september 1679 werden de onderhandelingen gestart in het kasteel van Fontainebleau, gekend onder het Verdrag van Fontainebleau (1679).

## Overeenkomst
Denemarken, onder druk van Frankrijk, moest alle veroveringen, die tijdens de Schoonse Oorlog waren gemaakt, teruggeven aan Zweden voor een "bescheiden schadevergoeding". Een huwelijk tussen Karel XI van Zweden met Ulrika Eleonora van Denemarken moest de plooien glad strijken. Het verdrag werd hernieuwd in 1690 en 1693, maar in 1700, tijdens de Grote Noordse Oorlog stonden beide partijen terug weer tegenover elkaar.